# Kobylata
Kobylata – wieś w Polsce położona w województwie wielkopolskim, w powiecie kolskim, w gminie Kłodawa.
| SIMC    | Nazwa   | Rodzaj    |
| ------- | ------- | --------- |
| 0286947 | Mniszek | część wsi |

Wieś królewska położona w II połowie XVI wieku w powiecie przedeckim województwa brzeskokujawskiego, należała do starostwa przedeckiego. W latach 1975–1998 miejscowość administracyjnie należała do województwa konińskiego.